# Геннет, Леопольд
Леопольд Мария Альбрехт фон Геннет (нем. Maria Leopold Albrecht (von) Hennet; 10 мая 1876, Гаден — 27 марта 1950, Вена) — австрийский политический деятель, занимавший ряд министерских постов в австрийских правительствах.
С 1919 года, после отмены сословных привилегий, не употреблял в написании фамилии частицу «фон».
В федеральном правительстве, сформированном Шобером в 1921 году занимал пост министра сельского и лесного хозяйства.
В федеральном правительстве сформированном Шобером в 1922 году также занимал пост министра иностранных дел.
С 1932 по 1936 год занимал пост посла Австрии в Венгрии.